# Like a Virgin (cântec)
„Like a Virgin” este primul single al cântăreței americane Madonna de pe al doilea album de studio, Like a Virgin, lansat pe 8 august 1984, fiind inclus și pe compilațiile de hituri The Immaculate Collection (1990) și Celebration (2009). Versurile și textul au fost compuse de Billy Steinberg și Tom Kelly, doi muzicieni necunoscuți la acea vreme; după succesul obținut cu Madonna, au compus pentru Whitney Houston, Cyndi Lauper și The Bangles. Deși inițial o baladă, din cauza versului „like a virgin”, piesa a devenit un cântec pop cu versuri de dragoste, ce descriu devotamentul etern.
Piesa a debutat la prima ediție a premiilor MTV (1984), provocând polemici aprinse datorită interpretării scandaloase a Madonnei, fiind considerat unul din cele mai memorabile momente din cultura pop. Cântecul a fost primit pozitiv, atât de către criticii muzicali cât și de ascultători, iar în urma interpretării, a avut un mare succes, devenind primul ei disc single care a atins prima poziție în Australia, Canada, Japonia și Statele Unite, atingând top 5 în Africa de Sud, Germania, Irlanda, Israel și Marea Britanie. În prezent este considerat un moment cheie în muzica pop, „Like a Virgin” fiind numit ca unul dintre cântecele semnătură ale muzicienei, cântăreața interpretându-l în cinci din cele opt turnee ale sale, notabil în Blond Ambition (1990), unde a fost amenințată cu închisoarea în Canada datorită coregrafiei explicite sexual.
Pentru cele 1.000.000 de exemplare vândute în Statele Unite, Recording Industry Association of America i-a oferit discul de aur Madonnei.

## Compunerea
Piesa a fost compusă de Billy Steinberg și Tom Kelly. Compozitorul piesei, Billy Steinberg a scris versurile în timp ce conducea o camionetă în via tatălui său:
„Fusesem implicat într-o relație foarte dificilă din punct de vedere emoțional, și cunoscusem pe cineva. Îmi amintesc că am scris acel vers, că mă simt „strălucitor și nou”, trecând peste această perioadă dificilă din viață. I-am dus versurile lui Tom, el știind prin ce am trecut.”—Billy Steinberg.
Kelly s-a așezat la pian și a încercat să compună o baladă sensibilă potrivită cu ele. Cu toate că a reușit parțial, mereu se bloca la refren la structura „like a virgin”, neputând introduce astfel de cuvinte pe un ritm de baladă. Kelly îi propuse lui Steinberg să renunțe la acea parte, dar acesta nu a fost de acord, spunându-i că este un vers foarte special. Frustrat, Kelly a început să compună melodia pe un ritm mai rapid, iar în timp ce cânta versurile Steinberg l-a oprit, spunându-i că „așa trebuie să sune cântecul.” Cei doi au înregistrat un demo, Kelly cântând în falset iar Steinberg ca voce secundă. Piesa le-a fost oferită mai multor artiști care au refuzat-o, în special datorită titlului considerat „riscant”, până când Madonna a acceptat să o înregistreze. Casa ei de discuri, Sire Records, nu a avut nimic împotriva acestui lucru, mai ales datorită faptului că aceasta nu lansase decât un album până atunci, fiind cunoscută publicului mai mult ca un artist dance.
Producătorul piesei a fost Nile Rodgers, principalul producător al albumului Like a Virgin, deși inițial refuzase piesa, considerând-o „stupidă și răsuflată”. Rodgers a declarat că „am luat un demo deloc impresionant și l-am transformat într-o piesă grozavă”, cu toate că Steinberg l-a contrazis după aflarea veștii, spunând că de fapt a copiat exact înregistrarea demonstrativă:
„Singura diferență este că Madonna este cea care cântă, în loc de Tom, și prezența unui toboșar grozav, Tony Thompson. L-am văzut pe Nile intervievat de numeroase ori în legătură cu piesa, și cred că-și asumă un merit prea mare, deoarece totul este ca în demo.”—Billy Steinberg.
Varianta finală a cântecului este asemănătoare cu cea demo, Madonna interpretând finalul la fel ca în originalul de Steinberg, cântând chiar și ultimele versuri („When your heart beats, and you hold me, and you love me...”), lucru neobișnuit, ca un artist să se inspire atât de mult dintr-o piesă demo, cu toate că Stenberg și Kelly s-au declarat flatați de acest lucru. Linia melodică a piesei este similară cu cea din piesele „Billie Jean” de Michael Jackson și „I Can't Help Myself” de The Four Tops. Madonna a făcut referire la aceste asemănări, incluzând elemente din cele două cântece în interpretările live din turneele Virgin („Billie Jean”) și Who's That Girl („I Can't Help Myself”).
Madonna s-a declarat deranjată de modul în care a fost perceput mesajul piesei: „Pentru mine, eu cântam despre cum un anume lucru mă făcea să mă simt într-un anumit fel, ca nouă, dar toți ceilalți l-au interpretat ca spunând «Nu mai vreau să fiu virgină»”.

## Structura
„Like a Virgin” este un cântec pop rock cu versuri de dragoste, ritmul melodiei conținând doar câteva sincope, de aici rezultând ritmul dansabil al acestuia, vocea cântăreței fiind dinamică. În cântec se folosește doar câte un acord pe spații mari, acesta fiind utilizat pe tot parcursul acestuia. Se remarcă utilizarea proeminentă a sintetizatorului, la fel ca pe majoritatea albumului, precum și o sonoritate sintetică. Chitara bas este un laitmotiv. La secțiunea de mijloc, vocea Madonnei precum și nivelul de disonanță sunt evident marcate de introducerea acordurilor de sol major, mărind ambiguitățile emoționale. Versurile descriu sentimentul „de nou” oferit de o relație reușită, prezentând promisiunile romantice făcute unul altuia (en. - „Gonna give you all my love”, „I'll be yours 'till the end of time”, ro. - „Îți voi da toată iubirea mea”, „Voi fi a ta până la sfârșitul timpului”), precum și efectul benefic de a avea pe cineva (en. - „Yeah, your love thawed out”/„What was scared and cold”, ro. - „Yeah, iubirea ta a topit”/„Ce era speriat și rece”). Strofele sunt în general mult mai încrezătoare decât refrenul, aceasta prezentând un contrast plin de îndoieli și ambiguități precum: „frică”/„fantezie erotică”, „durere”/„plăcere” sau „fată”/„băiat”.

## Recenzii
Q Magazine l-a numit ca fiind unul din hiturile ei esențiale  iar Yahoo Music a numit cântecul ca fiind unul dintre cele mai bune de pe album, editorul de la revista Blender fiind de acord, numind piesa ca fiind cea mai remarcabilă de pe album. Debby Miller de la Rolling Stone a numit piesa ca fiind „nemaipomenită”, criticul muzical Robert Christgau fiind de aceeași pǎrere, considerând-o „grozavă”, iar Tower Music, „îndrăzneață”.
All Music Guide a descris cântecul ca fiind, alături de „Material Girl”, cel mai bun de pe album, precum și hitul care a făcut-o un idol, iar în recenzia pentru Rhapsody, Mike McGuirk a susținut că „Like a Virgin”, „Material Girl” și „Dress You Up” sunt piesele responsabile pentru dominația Madonnei în muzica pop/dance. De asemenea, Sherry Frady de la Associated Content a apreciat vocea senzuală a Madonnei de pe single ca fiind răspunzătoare pentru succesul obținut. Bill Lamb de la About.com a numit cântecul al 8-lea cel mai bun al anului 1984, spunând că fără Madonna, piesa nu și-ar fi atins niciodată potențialul maxim.
Jim Farber de la Entertainment Weekly a numit-o ca fiind cea care a ridicat „miza” Madonnei, în timp ce editorul de la Sputnik Music l-a numit „posibil cel mai faimos cântec al acesteia. Cu toate că începutul sună la fel ca orice cântec de până atunci, partea de la refren este magică” numind piesa chiar ca fiind „revoluționarǎ în mai multe moduri”.
Versurile piesei ce descriu fidelitatea fațǎ de partener au fost apreciate de The New York Times, cu toate că The Guardian le-a numit nerușinate.

## Videoclipuri

Madonna pe o gondolă în videoclipul "Like a Virgin". Definit de bluze din dantelă, fuste purtate peste pantaloni, bijuterii cu teme creştine (cruci) şi părul decolorat, stilul Madonnei a influenţat puternic moda anilor 1980.

Videoclipul a fost regizat de Mary Lambert și a fost filmat în iulie 1984 in Veneția, Italia și parțial în New York, fiind primul ei videoclip important din punct de vedere artistic. Acesta prezintă două personaje, interpretate de Madonna - unul plimbându-se pe străzile orașului într-o rochie de mireasă, personificare a inocenței, și altul dansând într-o gondolă, îmbrăcat în stilul caracteristic Madonnei în acea perioadă, personificare a sexualității. A debutat pe MTV în toamna anului 1984 și a devenit un succes instant, fiind nominalizat la categoriile „Cea mai bună regie artistică într-un videoclip” și „Cea mai bună imagine într-un videoclip”. Lambert regizase și videoclipul pentru „Borderline”, având să regizeze și celebrele clipuri pentru „Material Girl” și „Like a Prayer”.
Deși „Borderline și „Lucky Star” fuseseră des difuzate de MTV, „Like a Virgin” și următoarele videoclipuri au fost difuzate în mod repetat, postul fiind la un moment dat poreclit „Madonna Show”.
În 1985, un videoclip cu interpretarea live a piesei din Turneul Virgin filmat în Detroit, Michigan a fost lansat pentru a promova Live - The Virgin Tour. Această versiune a fost nominalizată la categoria „Cea mai bună coregrafie” în cadrul MTV Video Music Awards. Un alt videoclip live a fost lansat în mai 1991, de această dată cu o interpretare din turneul Blond Ambition pentru a promova filmul documentar În pat cu Madonna. Această versiune a fost de asemenea nominalizată la categoria „Cea mai bună coregrafie”, dar și la „Cel mai bun videoclip al unei artiste”.
Videoclipul original a fost votat de către telespectatorii MTV Latin America, cel mai bun videoclip al tuturor timpurilor, fiind numit de către VH1, al șaselea cel mai bun videoclip al anilor '80, precum și al 61-lea cel mai bun videoclip al tuturor timpurilor. MTV l-a clasat pe locul 8 în „Top 25 cele mai difuzate videoclipuri”.
Acesta a fost inclus pe compilațiile video: Madonna (1984), It's That Girl (1987), She's Breathless (1990), The Immaculate Collection (1990), The Madonna Collection (2000), The Ultimate Collection (2000) și Celebration: The Video Collection (2009).

## Interpretări live
Madonna a interpretat „Like a Virgin” pentru prima dată live la prima ediție a premiilor MTV Video Music Awards în septembrie 1984, înainte de lansarea propriu-zisă a piesei, devenind unul din cele mai cunoscute momente ale istoriei muzicii pop. Îmbrăcată într-o rochie de mireasă și purtând o curea cu însemnul „Boy Toy”, Madonna și-a făcut intrarea pe un tort de nuntă uriaș. După coborârea de pe tort, cântăreața a avut o coregrafie provocatoare, făcând câteva mișcări sexuale sugestive și ridicându-și rochia, până la punctul în care i s-a văzut jartiera, simulând în același timp orgasmul, ceea ce a dus la mari controverse. Momentul a fost clasat Entertainment Weekly pe locul 1 în clasamentul „50 Pop Culture Moments That Rocked Fashion”, iar de MTV pe locul 10 în „Top 10 deschideri ale VMA”, cu toate că a fost a doua interpretare a serii. La aniversarea a 20 de ani de MTV Video Music Awards, Britney Spears și Christina Aguilera și-au adus omagiile față de acea interpretare, Madonna alăturându-li-se pe acordurile piesei „Hollywood” după ce Spears și Aguilera au cântat refrenul piesei „Like a Virgin”. La sfârșitul unui refren din „Hollywood”, Madonna le-a sărutat pe Spears și Aguilera pe buze, momentul fiind îndelung dezbătut de presă. Acesta a fost numit de către MTV cea mai memorabilă interpretare din deschiderea Video Music Awards.
Pentru a promova cântecul, Madonna a susținut recitaluri în emisiunile Top Of The Pops și Solid Gold în luna decembrie, la ambele purtând o perucă roz , precum și într-o serie de emisiuni difuzate pe teritoriul Japoniei, în luna februarie.
La câteva luni după interpretarea de la MTV VMA, artista a cântat piesa în primul ei turneu, The Virgin Tour (1985), fiind inclus în ultimul segment al acestuia. Costumația purtată a fost din nou o rochie albă de mireasă cu un buchet de flori în mână, cei doi dansatori fiind îmbrăcați într-o costumație de blug alb. La intrarea pe scenă, Madonna i-a întrebat pe fani: „Will you marry me?” (ro. - „Vreți să vă căsătoriți cu mine?”). La începutul primului refren, cântăreața a aruncat buchetul în public, iar după cel de-al doilea, a interpretat o coregrafie inspirată de cea de la premiile MTV din anul anterior. În timpul piesei, artista a cântat și un vers din „Billie Jean” de Michael Jackson, cele două piese având o linie melodică asemănătoare. Turneul a fost lansat pe casetă video, iar pentru a-l promova, Warner Bros. a lansat această interpretare ca videoclip, fiind nominalizat la categoria „Cea mai bună coregrafie” în cadrul MTV Video Music Awards 1986.
Cântăreața a interpretat piesa și în primul ei turneu mondial, Who's That Girl Tour (1987). Spre deosebire de turneul Virgin, aici Madonna a interpretat cântecul într-un colaj cu „Dress You Up” și „Material Girl”, folosind și câteva elemente din „I Can't Help Myself (Sugar Pie Honey Bunch)”, interpretată în original de formația The Four Tops. De-a lungul colajului, Madonna a fost îmbrăcată într-o rochie roz ciudată, purtând o pălărie asortată și ochelari negri mari. În timpul interpretării piesei „Like a Virgin”, cântăreața a dansat printre muzicienii de pe scenă și cântăreții de back-up, începând să se dezbrace de haine, rămânând într-un final în corsetul negru purtat la începutul spectacolului. La sfârșit, Madonna a flirtat cu un dansator tânăr, care era îmbrăcat precum un mire. Interpretarea s-a terminat cu câteva note din „I Can't Help Myself (Sugar Pie Honey Bunch)”.
Interpretarea piesei în turneul Blond Ambition (1990) a provocat controverse mai aprinse decât cea de la premiile MTV. Aici, cântecul a fost reorchestrat, devenind o piesă cu influențe orientale. Madonna a purtat în timpul interpretării faimoasa bustieră aurie, creată de Jean-Paul Gaultier, una din cele mai cunoscute obiecte de vestimentație ale ei. Cântăreața stătea pe un pat acoperit cu mătase roșie, alături de ea stând doi dansatori cu sâni falși, care pe parcursul piesei au mângâiat-o și atins-o constant. Pe măsură ce cântecul se apropia de sfârșit, devenind mai intensiv și erotic, Madonna a început să se miște tot mai repede, într-un final simulând masturbarea pe pat. Datorită interpretării explicite, cântăreața a fost amenințată cu închisoarea în Canada dacă nu schimbă partea ce conținea scena de masturbare; totuși, deși spectacolul a rămas nealterat, Madonna nu a fost pusă sub acuzare. În timpul documentarului În pat cu Madonna, aceasta a glumit pe seama acestei întâmplări, numind Canada un „stat fascist”
Pentru turneul Girlie Show (1993), cântecul a fost transformat într-o parodie. Îmbrăcată într-un frac și purtând pe cap un joben, Madonna a interpretat piesa cu un accent german, inspirată de rolul actriței germane Marlene Dietrich în filmul The Blue Angel (1930), incluzând chiar și câteva versuri din „Falling In Love Again (Can't Help It)”, piesă cântată de Dietrich în film. Aceasta a fost ultima interpretare a cântecului de către Madonna, până în 2003 în timpul turneului promoțional American Life, unde a cântat-o la cerința publicului, deși reticentă, prefăcându-se că uită cuvintele. Artista s-a parodiat pe sine, în timpul unuia dintre refrene coborând de pe scaun și mergând puțin în genunchi și mâini, referire la interpretarea piesei de la prima ediție a premiilor MTV.

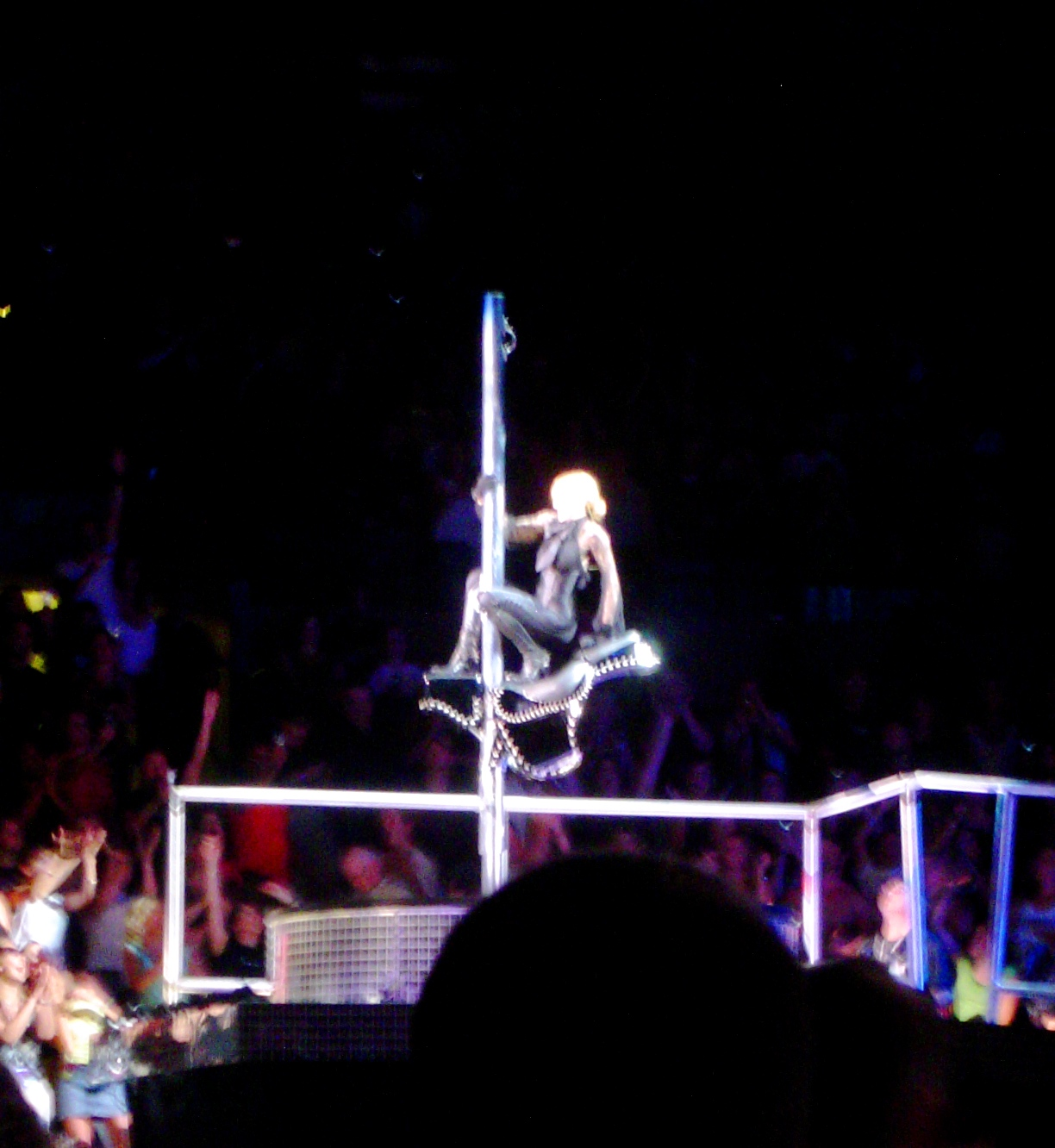
Madonna interpretând piesa în timpul turneului Confessions, călare pe o şa mecanică.

Cântăreața a refuzat să interpreteze piesa în turneele Drowned World Tour (2001) și Re-Invention Tour (2004), spunând că nu o va mai cânta decât dacă „cineva i-ar da o grămadă de droguri.”
Ultimul turneu în care „Like a Virgin” a fost inclus a fost Confessions Tour (2006). Piesa a fost inclusă în primul segment al spectacolului, cel ecvestru, fiind a treia melodie interpretată. În timpul primei strofe, cântăreața urcă pe o platformă care duce la o șa mecanică, ce se învârte într-un cerc, începând apoi să facă mișcări acrobatice pe aceasta, odată cu începerea refrenului. Spre deosebire de interpretările anterioare, această versiune este mult mai asemănătoare cu cea de pe album, cu toate că și aceasta a fost remixată, de această dată de Stuart Price, rezultând într-un cântec euro dance. Pe fundal, apar imagini cu radiografiile Madonnei după accidentul de călărie din vara anului 2005, precum și imagini care prezintă călăreți aruncați de pe cai agitați. Spre finalul piesei, cântăreața coboară de pe șa, ajungând pe scenă, unde ritmul din „Like a Virgin” se transformă în cel din „Jump”.
„Like a Virgin” a fost interpretat și în turneul Sticky & Sweet, însă nu ca piesă oficială, ci în secțiunea de cereri. Piesa a fost cântată în Düsseldorf, Roma, Valencia, Paris, Vancouver, Oakland, Denver, Buenos Aires și São Paulo, fiind una din cele mai cerute melodii, alături de „Express Yourself” și „Dress You Up”.

În timpul concertului de la Stadionul Olimpic din Roma, Madonna a dedicat cântecul Papei Benedict al XVI-lea. Aceasta a spus: 
 Voi dedica cântecul acesta Papei, pentru că știu că mă iubește. Sunt un copil al lui Dumnezeu! Și mai știți ceva?...[Începe să cânte primul vers din „Like a Virgin”].
Vaticanul nu a făcut niciun comentariu asupra acestui incident.

## Formate
- Disc single 7"

1. „Like a Virgin” (versiunea de pe album)
2. „Stay” (versiunea de pe album)

- Disc single promo

1. „Like a Virgin” (Extended Dance Mix)

- Disc single promo S.U.A.

1. „Like a Virgin” (versiunea de pe album)
2. „Like a Virgin” (versiunea de pe album)

- CD

1. „Like a Virgin” (Extended Dance Mix)
2. „Stay” (versiunea de pe album)

Sursa:

## Versiuni
- Versiunea de pe album (3:35)
- Q-Sound 1990 remix (3:11)
- Extented Dance Remix/ Dance Remix S.U.A./ Dance Remix (6:07)
- Versiunea video (3:39)

Sursa:

## Personal
- Vocal: Madonna
- Producători: Nile Rodgers
- Compozitori: Billy Steinberg, Tom Kelly
- Bas: Bernard Edwards
- Tobe: Tony Thompson
- Chitare: Nile Rodgers
- Sintetizator: Rob Sabino
- Înregistrat în New York, New York, Statele Unite.

Sursa:

## Preluări
Piesa a fost preluată de mai mulți artiști, precum Incubus (versiune indie), The Thrills și Teenage Fanclub (versiune rock), Texas Lightning (versiune country), Marilyn Manson (versiune rock), Angela Aki (acompaniată doar de un pian)  și Britney Spears alături de Christina Aguilera la premiile MTV 2003. O versiune jazz a „Like a Virgin” a fost înregistrată de Cooltrane Quartet pentru albumul Jazz & '80s, iar una dance pentru albumul tribut Virgin Voices Vol. 1: A Tribute to Madonna de către Annabella Lwin Of Bow Wow Wow. Tori Amos a cântat piesa în timpul turneului Dew Drop Inn Tour pe 7 mai 1996. Aceasta nu a mai interpretat-o de atunci deoarece „varianta mea pentru «Like a Virgin» este absolut vulgară - nu poate fi difuzată nicăieri; nu e potrivită nici măcar pentru cablu”. Formația Marfar a interpretat piesa în timpul emisiunii Dănutz SRL de pe TVR1, vocalista Tonina Tarnosche purtând o bluză albă de dantelă și o jartieră, iar în mână ținea un buchet de trandafiri albi, moment referitor la prima interpretare a cântecului. În timpul emisiunii ÎnTrecerea anilor (ediția anii 1950 versus 1980), Claudia Pavel a interpretat piesa cu instrumentația originală de pe album.
Formația Mad'House a lansat un cover după piesă în 2002, de pe albumul Absolutely Mad. Deși nu a avut un succes la fel de mare ca preluarea după „Like a Prayer”, a devenit un succes de top 20 în Spania.

## În cultura pop

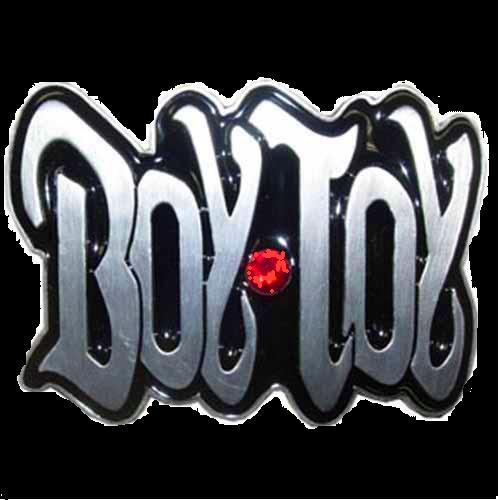
Insigna faimoasei curele purtate de Madonna în timpul interpretării de la premiile MTV, „Boy Toy” traducându-se ca „Jucărie de băieţi”.

În 1985, la scurt timp de la lansarea piesei, „Weird Al” Yankovic a lansat o parodie a cântecului, intitulată „Like a Surgeon” (ro. - „Ca un chirurg”), lansând și un videoclip pentru a-l promova. Deși se zvonea că Madonna a fost cea care l-a rugat pe Yankovich să facă parodia, de fapt, un prieten comun al celor doi a auzit-o pe cântăreață întrebându-se când va face acesta o parodie la cântecul ei. Acesta i-a povestit lui Yankovich întâmplarea și titlul sugerat de artistă. „Weird Al” a fost încântat de idee, și a pus-o în aplicare. Videoclipul piesei conține câteva referințe la Madonna: „Weird Al” se plimbă și dansează pe o targă într-un stil asemănător Madonnei pe gondolă, în câteva secvențe apare un leu plimbându-se prin spital, iar una dintre asistente era îmbrăcată în stilul asemănător cântăreței în acea perioadă. Videoclipul face și o referire la piesa „Lucky Star”, „Weird Al” dansând alături de doi dansatori pe un fundal alb, moment asemănător cu videoclipul anterior al artistei.
În prima scenă din filmul Reservoir Dogs, regizat de Quentin Tarantino, personajul Mr. Pink începe o dezbatere spunând că „piesa «Like a Virgin» este despre o fată căreia îi plac sculele mari. Tot cântecul este o metaforă referitoare la sculele mari. Fata este cu un tip, care i-o trage așa tare, încât o doare - ca prima dată”, cu toate că este contrazis de Mr. Blue, care-i zice că de fapt este „despre o fată care este foarte vulnerabilă”.
La începutul episodului 8 din sezonul 5 al serialul tv Dădaca, Yetta cântă o parte din refren, sărbătorind faptul că se va recăsători.
Piesa a fost inclusă în filmul muzical Moulin Rouge!, fiind interpretată de personajele Harold Zidler (Jim Broadbent) și Duce (Richard Roxburgh). Roxburgh a declarat că scena respectivă a fost cel mai distractiv de filmat din tot filmul. În filmul Bridget Jones: La limita rațiunii (2004), personajul principal, interpretat de Renée Zellweger, ajuns într-o închisoare thailandeză, le învață pe colegele ei de celulă versurile corecte ale piesei. „Like a Virgin” a fost inclus și într-un moment karaoke din filmul Iepurașul casei (2008).
Rapperul Eminem a parodiat interpretarea Madonnei din turneul mondial Blond Ambition în videoclipul său, „Just Lose It”; îmbrăcat ca aceasta, Eminem imită coregrafia acesteia, încadrat de doi dansatori cu sâni falși, ca în varianta originală. La un moment dat, acesta coboară de pe pat, dar este împins accidental de Michael Jackson, interpretat tot de el, într-un sfeșnic, apărând astfel scântei puternice. Din cauza aceasta, părul lui Jackson ia foc, ceea ce-l determină să fugă de pe scenă.
Mai multe seriale au numit episoade din acestea după titlul piesei, precum serialele americane Veronica Mars și Dawson's Creek, comedia canadiană Instant Star, sitcomurile americane Ellen și Grounded for Life, precum și un film sud corean. Într-un episod din sezonul patru al serialului american Anatomia lui Grey, personajul Cristina Yang cântă piesa în timp ce recoltează inimi de la cadavre. Odată cu refrenul, o stagiară, Lexie Grey, începe și ea să cânte alături de aceasta, ceea ce o face pe Yang să se uite urât la ea, determinând-o să se oprească.
În martie 2009, la aniversare a 70 de ani ai revistei Glamour, Lindsay Lohan a recreat momentul de la deschiderea premiilor MTV din 1984, pozând într-o rochie inspirată de cea purtată de cântăreață la eveniment, având o postură asemănătoare cu una dintre mișcările făcute de Madonna. După celebra interpretare la celebrarea a 20 de ediții de MTV Video Music Awards a Madonnei, Christinei Aguilera și Britney Spears, la aniversarea a 25 de ani de MTV VMA, Katy Perry a interpretat piesa, cu toate că vocea acesteia a fost intens criticată. Rochia purtată de Rihanna la premiile MTV din 2010 a fost comparată cu cea purtată de Madonna în 1984.
Pe 20 aprilie 2010, cântecul a fost inclus în episodul al cincisprezecelea din primul sezon al serialului nord american, Glee, în episodul dedicat special Madonnei, The Power of Madonna și a fost inclus pe EP-ul cu același nume.
Cântecul a fost inclus în varianta pentru Broadway a filmului Priscilla, Queen of The Desert, alături de alte hit-uri ale artistei, precum "Holiday", "Material Girl și "Like a Prayer".

## Premii și recunoașteri
Cântecul, videoclipul precum și unele interpretări din turnee sunt considerate momente importante în istoria muzicii pop, piesa fiind adesea numită una din cele mai bune ale tuturor timpurilor, dar și una din cele mai de succes ale cântăreței.
| Anul | Ceremonia                                       | Premiul                                                                | Rezultatul  |
| ---- | ----------------------------------------------- | ---------------------------------------------------------------------- | ----------- |
| 1985 | American Music Awards                           | Cântecul Pop/Rock favorit                                              | Nominalizat |
| 1985 | MTV Video Music Awards                          | Cea mai bună regie artistică                                           | Nominalizat |
| 1985 | MTV Video Music Awards                          | Cea mai bună imagine                                                   | Nominalizat |
| 1985 | Billboard Music Awards                          | Cântecul Pop                                                           | Locul 2     |
| 1985 | Billboard Music Awards                          | Cântecul Dance Club Play                                               | Locul 3     |
| 1986 | MTV Video Music Awards                          | Cea mai bună coregrafie                                                | Nominalizat |
| 1990 | Billboard Music Awards - Music Of The 80’s Poll | Cântecul dance al decadei                                              | Locul 5     |
| 1991 | MTV Video Music Awards                          | Cel mai bun videoclip al unei artiste                                  | Nominalizat |
| 1991 | MTV Video Music Awards                          | Cea mai bună coregrafie                                                | Nominalizat |
| 1994 | Rock and Roll Hall of Fame                      | 500 de cântece ce au dat formă muzicii rock1                           | —           |
| 1999 | NPR                                             | 300 cele mai importante înregistrări audio americane ale secolului 201 | —           |
| 2000 | Rolling Stone                                   | 100 cele mai grozave cântece pop                                       | Locul 4     |
| 2002 | CMT                                             | Cântece care au schimbat lumea1                                        | —           |
| 2002 | Garry Mulholland                                | 500 cele mai bune cântece începând de la punk rock1                    | —           |
| 2003 | Paul Morley                                     | Cel mai bun single pop al tuturor timpurilor1                          | —           |
| 2003 | Q Magazine                                      | 100 de cântece ce au schimbat lumea                                    | Locul 30    |
| 2004 | Sunday Times                                    | Top 10 Madonna                                                         | Locul 10    |
| 2005 | AssociatedContent                               | Top 500 cântece ale anilor 1980                                        | Locul 246   |
| 2005 | Q Magazine                                      | Colecția supremă de rock1                                              | —           |
| 2008 | Europa FM                                       | Top 50 cele mai bune piese lansate de Madonna                          | Locul 26    |
| 2008 | Billboard                                       | Billboard Hot 100 All-Time Top Songs                                   | Locul 95    |
| 2008 | DigitalDreamDoor.com                            | Top 10 cântece de artiși rock populari - Madonna                       | Locul 1     |
| 2008 | DigitalDreamDoor.com                            | 100 cele mai bune înregistrări din 1984                                | Locul 2     |
| 2008 | DigitalDreamDoor.com                            | 100 cele mai bune cântece dance ale anilor 1980                        | Locul 9     |
| 2008 | DigitalDreamDoor.com                            | Cele mai bune cântece rock ale anilor 1980                             | Locul 6     |
| 2008 | DigitalDreamDoor.com                            | 500 de cântece fiecare fan rock ar trebui să le știe1                  | —           |
| 2009 | mymusiclists.com                                | Cele mai enervante cântece ale tuturor timpurilor                      | Locul 1     |
| 2009 | Billboard                                       | Cântecele de top ale Madonnei                                          | Locul 1     |
| 2011 | FUSE                                            | 100 Sexiest Videos of All Time                                         | Locul 55    |
| 2011 | The Guardian                                    | 50 de evenimente cheie în istoria muzicii pop                          | Locul 31    |
| —    | ARC Weekly Top 40                               | Top 100 anii '80                                                       | Locul 30    |
| —    | classicbands.com                                | 20 de cântece rock and roll - 1984                                     | Locul 1     |

1 Listele erau aranjate cronologic sau alfabetic, niciun cântec nefiind declarat câștigător.

## Performanța în clasamente
„Like a Virgin” a fost un succes uriaș în America de Nord, atingând prima poziție în toate revistele importante care publicau topuri muzicale, inclusiv Cash Box (cinci săptămâni), Billboard (șase săptămâni), Radio & Records (trei săptămâni) și RPM (o săptămână).
Piesa a atins locul 1 în majoritatea clasamentelor Billboard în care a intrat, devenind un succes de top 10 la radiourile de muzică R&B. Cântecul a staționat pe locul 1 în topul vânzărilor de discuri single timp de patru săptămâni și cu o săptămână mai mult pe aceeași poziție în topul difuzărilor radio; în urma succesului în topurile componente, „Like a Virgin” a debutat pe locul 40 în Billboard Hot 100 (cel mai bun debut al Madonnei în acest top până atunci) și a atins locul 1 șase săptămâni mai târziu, unde a staționat în total șase săptămâni (cea mai lungă perioadă pe locul 1 a cântăreței până la „Take a Bow”). Piesa a urcat relativ repede în clasamentul Hot 100, atingând locul 1 pe 22 decembrie. În ciuda succesului în topul vânzărilor și difuzărilor radio, „Like a Virgin” a fost un succes modest printre publicul matur, petrecând doar două luni în clasamentul Adult Contemporary, atingând doar locul 29. Cântecul a devenit al doilea hit ce atinge locul 1 în Billboard Hot Dance Club Play, după dubla față A „Holiday”/„Lucky Star” din 1983. Piesa a debutat în clasament pe 24 noiembrie 1984 pe locul 26, atingând top 10 săptămâna următoare. Pe 15 decembrie, „Like a Virgin” a atins treapta cu numărul 1, staționând pe această poziție până în ianuarie.
Ulterior, Madonna a primit discul de aur pentru vânzările discului single. În clasamentul sfârșitului de an al revistei Cash Box piesa a ocupat locul 29. Like a Virgin” a fost al doilea cel mai de succes single al anului 1984 în Statele Unite conform Billboard, după „Careless Whisper” de George Michael, fiind clasată în clasamentul sfârșitului de an al ARC Weekly, pe primul loc.
În ARC Weekly, cântecul a debutat pe locul 30, cel mai bun debut al Madonnei până atunci. În următoarea săptămână a ajuns în top 20, atingând treapta cu numărul 19. Piesa a atins locul 1 după trei săptămâni, la cinci de la intrarea în clasament. La fel ca în Billboard Hot 100, cântecul a staționat pe poziția maximă timp de șase săptămâni, coborând însă repede din top, ieșind din acesta după patru ediții de la ultima săptămână petrecută pe locul 1.
„Like a Virgin” a debutat pe 24 noiembrie 1984 în topul oficial canadian, pe locul 71, în timp ce „Lucky Star” se afla în top 10. Debutul piesei a fost atunci, al doilea cel mai slab debut al Madonnei (după „Lucky Star”). Săptămâna următoare a urcat vertiginos pe locul 47, intrând în top 20 în ultima ediție a clasamentului din anul 1984, la doar cinci săptămâni de la debut, fiind atunci single-ul cu cea mai rapidă urcare pentru Madonna în Canada. În prima săptămână a anului 1985, „Like a Virgin” urca pe locul 4, devenind primul succes de top 5 al cântăreței în această țară. Săptămâna următoare a urcat două locuri, fiind oprit să ajungă locul 1 de cântecul de caritate „Do They Know It's Christmas”, cu toate că în următoarea ediție a reușit să-l detroneze, obținând astfel primul ei single care a atins locul 1 în Canada. Piesa a stat în top 10 încă patru săptămâni, coborând în afara acestuia în săptămâna de după debutul piesei „Material Girl” ieșind din top 30 doar după intrarea cântecului „Crazy for You” în clasament. Cu toate că avea concurență chiar de la două piese proprii, „Material Girl” și „Crazy for You”, ambele fiind în top 10 în același timp, „Like a Virgin” a rezistat în top 23 de săptămâni, ieșind din top doar la o săptămână după debutul piesei „Angel”.
Piesa s-a bucurat de succes și în Australia, unde a atins locul 1, ocupând poziția timp de cinci săptămâni - cele mai multe pentru cântăreață după „Papa Don't Preach” și la egalitate cu dubla fațǎ A „Vogue”/„Keep It Together”, bucurându-se de același succes și în Brazilia și Japonia.
„Like a Virgin” a fost un hit și în Europa, cu toate cǎ răspunsul publicului nu a fost la fel de copleșitor ca cel din restul lumii. Cântecul a fost primul single al Madonnei care a intrat în clasamentele muzicale din Austria, Franța și Norvegia, în toate trei atingând locul 8. În Elveția, „Like a Virgin” a fost primul șlagăr de top 10 al cântăreței, fiind și ultimul până la „Into the Groove”. În clasamentul olandez, piesa s-a bucurat de mai mult succes, debutând pe locul 8 pe 1 decembrie, fiind cel mai bun debut al piesei, alături de cel din topul norvegian. De-a lungul lunii decembrie a staționat pe ultimele locuri din top 10, atingând treapta cu numărul 4 în a doua ediție din ianuarie, coborând însǎ apoi repede din clasament. Cele mai bune poziții ale cântecului în Europa au fost în Belgia, unde a atins locul 2 și Regatul Unit, unde a atins locul 3, devenind primul hit de top 5 al Madonnei în această țarǎ. Piesa a mai atins top 5 în Germania și Irlanda și top 20 în Italia și Suedia, în ambele țǎri fiind cea mai bună poziție a Madonnei de până atunci.

### Clasamente
„Like a Virgin” a devenit primul hit de top 10 al Madonnei în unele clasamente precum cel canadian, elvețian și francez. În numărul din 7 decembrie 2000 al revistei Rolling Stone, cântecul a fost numit ca fiind al patrulea cel mai grozav cântec pop al tuturor timpurilor, fiind întrecut doar de The Beatles, The Rolling Stones și Nirvana. Mai târziu, piesa a fost clasată pe locul 8 în topul organizat de VH1, „100 cele mai grozave cântece ale anilor '80”. La aniversarea a 50 de ani de ediții ale revistei Billboard, „Like a Virgin” a fost poziționat pe locul 95 în Billboard Hot 100 All-Time Top Songs.
| Clasamentul (1984/1985)               | Poziția maximă | Referință |
| ------------------------------------- | -------------- | --------- |
| Africa de Sud                         | 2              | [ 163 ]   |
| Australia                             | 1              | [ 153 ]   |
| Austria                               | 8              | [ 153 ]   |
| Belgia                                | 2              | [ 164 ]   |
| Brazilia                              | 1              | [ 5 ]     |
| Canada                                | 1              | [ 31 ]    |
| Elveția                               | 9              | [ 153 ]   |
| Eurochart Hot 100 Singles             | 2              | [ 165 ]   |
| Franța                                | 8              | [ 153 ]   |
| Germania                              | 4              | [ 166 ]   |
| Irlanda                               | 4              | [ 167 ]   |
| Italia                                | 14             | [ 160 ]   |
| Japonia (Weekly Singles Chart)        | 19             | [ 31 ]    |
| Japonia (International Singles Chart) | 1              | [ 168 ]   |

| Clasament (1984/1985)                          | Poziția maximă | Referință |
| ---------------------------------------------- | -------------- | --------- |
| Marea Britanie                                 | 3              | [ 169 ]   |
| Norvegia                                       | 8              | [ 153 ]   |
| Noua Zeelandă                                  | 2              | [ 153 ]   |
| Olanda                                         | 4              | [ 153 ]   |
| Suedia                                         | 15             | [ 153 ]   |
| S.U.A. Billboard Hot 100                       | 1              | [ 128 ]   |
| S.U.A. Billboard Hot 100 Airplay               | 1              | [ 131 ]   |
| S.U.A. Billboard Hot Singles Sales             | 1              | [ 131 ]   |
| S.U.A. Billboard Hot Dance Club Play           | 1              | [ 128 ]   |
| S.U.A. Billboard Hot Adult Contemporary Tracks | 29             | [ 128 ]   |
| S.U.A. Billboard Hot R&B/Hip-Hop Songs         | 9              | [ 128 ]   |
| S.U.A. Billboard Hot R&B/Hip-Hop Sales         | 9              | [ 170 ]   |
| S.U.A. Billboard Hot R&B/Hip-Hop Airplay       | 8              | [ 170 ]   |
| S.U.A. ARC Weekly Top 40                       | 1              | [ 104 ]   |